# Miriam Seyda
Miriam Seyda (* 1976) ist eine deutsche Sportpädagogin und Hochschullehrerin.

## Leben
Seyda studierte von 1997 bis 2004 Sportwissenschaft, Germanistik und Psychologie an der Carl von Ossietzky Universität Oldenburg und schloss dieses mit dem Titel Magister Artium ab. Von April 2004 bis Dezember 2006 war sie an der Oldenburger Hochschule Mitarbeiterin des Projekts „Bewegte Pause am Arbeitsplatz“ sowie teils gleichzeitig von August 2004 bis März 2013 wissenschaftliche Mitarbeiterin am Institut für Sport und Sportwissenschaft der Technischen Universität Dortmund. In dieser Zeit schloss Seyda ihre Doktorarbeit mit dem Titel „Persönlichkeitsentwicklung durch Bewegung, Spiel und Sport. Die Bedeutung des Schulsports für die Selbstkonzeptentwicklung im Grundschulalter“ ab, die 2010 an der TU Dortmund angenommen und mit summa cum laude bewertet wurde.
Im April 2013 trat sie an der Westfälischen Wilhelms-Universität Münster eine Stelle als Juniorprofessorin im seinerzeit neueingerichteten Arbeitsbereich „Bewegung, Spiel und Sport im Kindesalter“ an, die sie bis August 2017 innehatte. Hernach war Seyda an der Europa-Universität Flensburg als Vertretungsprofessorin für Sportpädagogik und Sportdidaktik tätig, ehe sie ebendort zum 1. Oktober 2018 im selben Arbeitsbereich auf eine ordentliche Professur berufen wurde.
Schwerpunkte Seydas wissenschaftlicher Arbeit sind die Schulsport- und Unterrichtsforschung, unter anderem mit Hinwendung zur Person des Sportlehrers, sowie Sozialisierung durch Sport im Kindes- und Jugendalter.
Seit 2019 ist sie Mitglied im Herausgeberkollegium der Zeitschrift für sportpädagogische Forschung.